# Stanley David Griggs
Stanley David Griggs (Portland, Oregon, 1939. június 17. – Earle, Arkansas. 1989. június 17.) amerikai űrhajós, altengernagy.

## Életpálya
1962-ben a Haditengerészeti Akadémián szerzett főiskolai oklevelet. 1964-ben kapott pilóta jogosítványt. Szolgálati repülőgépe az A–4 volt. Teljesített szolgálatot az USS Independence és az USS Roosevelt repülőgép-hordozók fedélzetén. Több mint 300 fedélzeti leszállást teljesített. 1967-ben tesztpilóta képzésben részesült. A Haditengerészet állományába tartozó repülőgépeket (A–4, A–7, F–8), illetve a NASA megbízásából további gépeket tesztelt. Részt vett az űrrepülőgépek tervezési, fejlesztési, és ellenőrzési folyamataiban. 1976-tól a Shuttle Training Aircraft Operations Iroda vezetője.  1979-1983 között további tanácsadásokkal szolgált az űrrepülőgépek fejlesztésénél. Több mint 9500 órát töltött a levegőben, több mint 45 repülőgép változaton (sugárhajtóműves, légcsavaros, helikopter, vitorlázó, hőlégballon) végzett tesztrepülést. Rendelkezett kereskedelmi pilóta szakszolgálati engedéllyel, vizsgázott repülési oktató volt. 1970-ben a George Washington Egyetemen kapott felsőfokú diplomát. Több repülőparancsnoki pozíciót betöltött.
1978. január 16-tól a Lyndon B. Johnson Űrközpontban részesült űrhajóskiképzésben. Egy űrszolgálata alatt összesen 6 napot, 23 órát és 55 percet (168 óra) töltött a világűrben. Egy űrsétát (kutatás, szerelés) hajtott végre, összesen 3 óra időtartamban. 1989. június 17-én egy második világháborús emlékcsata során elszenvedett balesetben vesztette életét.

## Űrrepülések
- STS–51–D, a Columbia űrrepülőgép 2. repülésének küldetésspecialistája. Kettő műholdat állítottak pályairányba. Összesen 6 napot, 23 órát, 55 percet és 23 másodpercet (168 óra) töltött a világűrben. 4 650 658 kilométert (2 889 785 mérföldet) repült, 110 alkalommal kerülte meg a Földet.
- STS–33, jelölték a Discovery űrrepülőgép 9. repülésének küldetésspecialistájaként.